# Ccatca (distrito)
O Distrito peruano de Ccatca é um dos 12 distritos da província de Quispicanchi situada na região de Cusco.

## Transporte
O distrito de Ccatca é servido pela seguinte rodovia:
- CU-115, que liga o distrito de Huancarani à cidade
- CU-116, que liga o distrito de Paucartambo à cidade de Ocongate
- PE-30C, que liga o distrito de Urcos (Região de Cusco) à Ponte Binacional Brasil-Peru (Fronteira Brasil-Peru) - e a rodovia federal brasileira BR-317 - no distrito de Iñapari (Região de Madre de Dios)[1][2][3]